# 진짜 진짜 잊지마
"진짜 진짜 잊지마"는 1976년에 개봉한 대한민국의 영화이다.

## 캐스팅
- 임예진 : 정아 역
- 이덕화 : 영수 역
- 신구 : 영수 형 역
- 문오장 : 정아 아버지 역
- 김윤경 : 담임선생님 역
- 윤희
- 이창원
- 김복순
- 김웅
- 한태일
- 김명섭
- 이승렬
- 이영호
- 최일
- 임예심
- 손환기
- 이석구
- 김일
- 조태윤
- 이수원
- 김태헌
- 정동우
- 채광일
- 최창열
- 송강헌